# Cantó de Seuil-d'Argonne
El cantó de Seuil-d'Argonne és un cantó francès del departament del Mosa, situat al districte de Bar-le-Duc. Té 13 municipis i el cap és Seuil-d'Argonne.

## Municipis
- Autrécourt-sur-Aire
- Beaulieu-en-Argonne
- Beausite
- Brizeaux
- Èvres
- Foucaucourt-sur-Thabas
- Ippécourt
- Lavoye
- Nubécourt
- Pretz-en-Argonne
- Seuil-d'Argonne
- Les Trois-Domaines
- Waly

## Història
| Data d'elecció                           | Identitat          | Partit                    | Qualitat |
| ---------------------------------------- | ------------------ | ------------------------- | -------- |
| 1945-1967                                | M. Guérard         | Divers droite             |          |
| 1967-1979                                | M. Bassuel         | Divers gauche, després PS |          |
| 1979-1992                                | Gérard Longuet     | UDF                       |          |
| 1992-1998                                | René Gigout        | Divers droite             |          |
| 1998-2011                                | Olivier Chazal     | UDF, després UMP          |          |
| 2011-                                    | Dominique Maréchal | UMP                       |          |
| les dades anteriors no són pas conegudes |                    |                           |          |